# テイラー・モッター
テイラー・デービス・モッター（Taylor Davis Motter, 1989年9月18日 - ）は、アメリカ合衆国フロリダ州ウェストパームビーチ出身のプロ野球選手（ユーティリティープレイヤー）。右投右打。アメリカ独立リーグ・アトランティックリーグのスタテンアイランド・フェリーホークス所属。愛称は悪夢を意味するナイトメア（Nightmare）、これをスペイン語にしたラ・パサディージャ（La Pesadilla）。

## 経歴

### プロ入りとレイズ時代

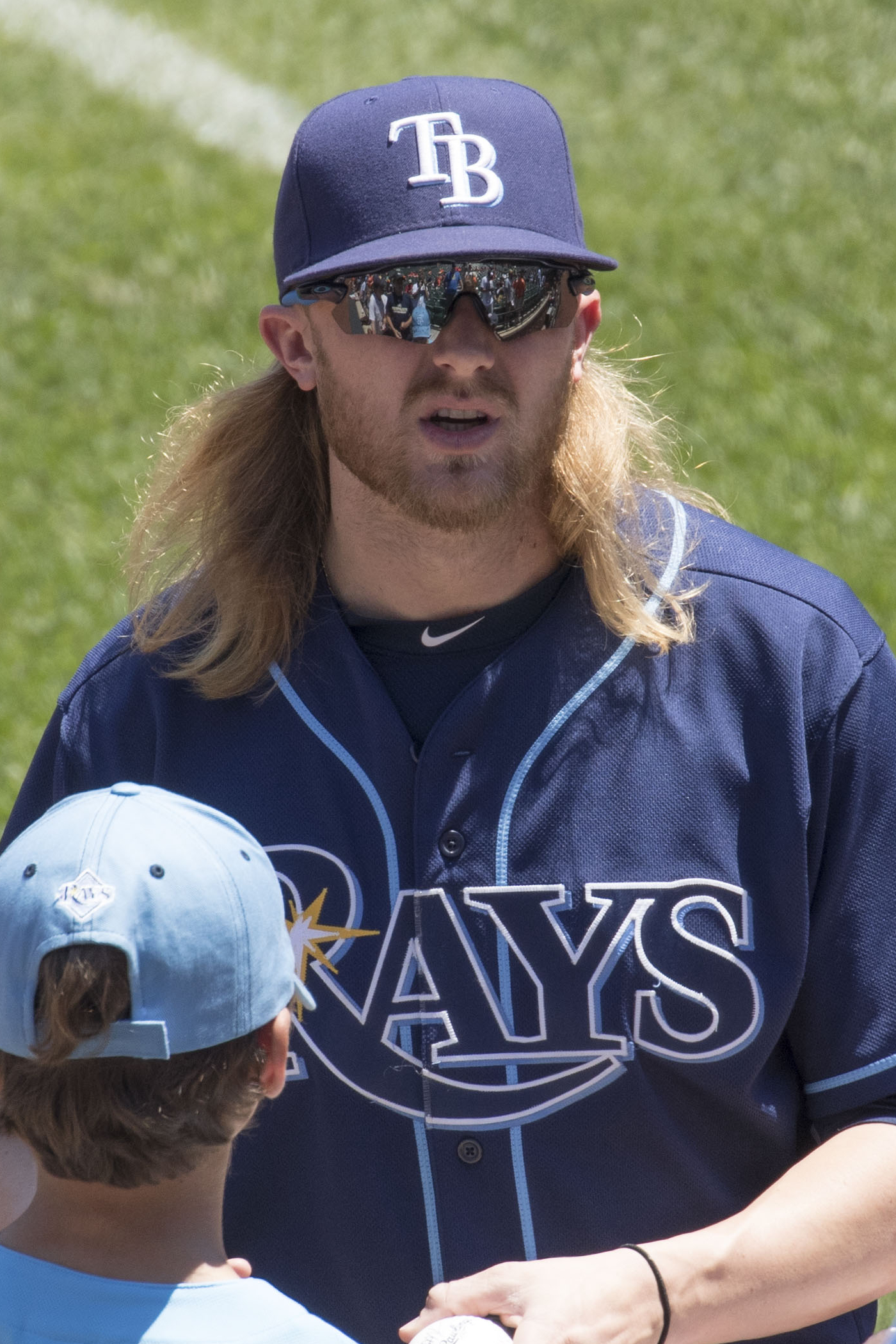
タンパベイ・レイズ時代
(2016年6月25日)

2011年のMLBドラフト17巡目（全体540位）でタンパベイ・レイズから指名され、6月17日に契約。契約後は傘下のアパラチアンリーグのルーキー級プリンストン・レイズでプロデビュー。46試合に出場して打率.323、4本塁打、23打点、22盗塁と活躍した。8月31日にA級ボーリンググリーン・ホットロッズへ昇格し、3試合に出場した。
2012年はA級ボーリンググリーンでプレーし、99試合に出場して打率.244、5本塁打、37打点、24盗塁を記録した。
2013年はA+級シャーロット・ストーンクラブズでプレーし、67試合に出場して打率.290、3本塁打、21打点、20盗塁を記録した。
2014年はAA級モンゴメリー・ビスケッツでプレーし、119試合に出場して打率.274、16本塁打、61打点、15盗塁を記録した。オフにはベネズエラのウィンターリーグであるリーガ・ベネソラーナ・デ・ベイスボル・プロフェシオナルに参加し、ブラボス・デ・マルガリータに所属した。43試合に出場して打率.243、6本塁打、13打点、7盗塁を記録した。
2015年はAAA級ダーラム・ブルズでプレーし、127試合に出場して打率.292、14本塁打、72打点、26盗塁を記録した。オフにはドミニカ共和国のウィンターリーグであるリーガ・デ・ベイスボル・プロフェシオナル・デ・ラ・レプブリカ・ドミニカーナに参加し、レオネス・デル・エスコヒードに所属した。33試合に出場して打率.245・3本塁打・15打点・1盗塁の成績を残した。11月20日にレイズとメジャー契約を結び、40人枠入りした。
2016年3月27日にAAA級ダーラムへ異動し、そのまま開幕を迎えた。AAA級ダーラムでは34試合で打率.190という成績だったが、5月14日にローガン・フォーサイスが故障者リスト入りしたため代役が必要となり、翌15日にメジャーへ昇格した。5月16日のトロント・ブルージェイズ戦で「2番・遊撃手」として先発起用され、メジャーデビュー。1回表のメジャー初打席で初安打となる遊撃への内野安打をJ.A.ハップから記録した。この日は4打数1安打1四球だった。5月17日の同カードでは9回裏に代打として出場し、ドリュー・ストーレンからメジャー初本塁打となる2点本塁打を放った。その後はユーティリティープレイヤーとして中堅以外の内野・外野を守り、7月1日のデトロイト・タイガース戦では10点ビハインドの9回表2死から投手として登板。打者2人に対し、1安打無失点に抑えた。しかし、打撃面では34試合で打率.188と結果を残せず、7月2日にスティーブン・スーザ・ジュニアが故障者リストから復帰したため、AAA級ダーラムへ降格した。

### マリナーズ時代
2016年11月18日にアンドリュー・キットレッジ、ドルトン・ケリー、ディラン・トンプソンとのトレードで、リッチー・シェーファーと共にシアトル・マリナーズへ移籍した。
2017年は92試合に出場して打率.198、7本塁打、26打点、12盗塁を記録した。
2018年5月27日にDFAとなった。

### ツインズ時代
2018年5月28日にウェイバー公示を経てミネソタ・ツインズへ移籍した。7月25日にDFAとなり、27日にマイナー契約で傘下のAAA級ロチェスター・レッドウイングスへ配属されたが、8月22日に自由契約となり、FAとなった。

### ツインズ退団後
2019年3月6日にデトロイト・タイガースとマイナー契約を結ぶが、5月14日に自由契約となった。5月21日に独立リーグであるアトランティックリーグのニューブリテン・ビーズと契約した。6月25日にマイナー契約でオークランド・アスレチックスへ移籍した。オフの11月3日にFAとなった。

### キウム時代
2019年12月12日、韓国のKBOリーグのキウム・ヒーローズと契約した。
2020年は、5月5日の開幕戦から10試合に出場して打率.114（35打数4安打）と成績が上がらず、5月30日にキウムよりウェイバー公示された。キウム退団後は独立リーグでプレーした。

### ロッキーズ時代
2021年3月3日にコロラド・ロッキーズとマイナー契約を結んだ。シーズンでは5月のマイナーリーグ開幕から傘下のAAA級アルバカーキ・アイソトープスでプレーし、8月10日にメジャー契約を結んでアクティブ・ロースター入りした。だが、13試合に出場して打率.150、本塁打はおろか打点も無しと結果を残せず、8月30日にDFAとなった。

### レッドソックス時代
2021年9月2日にウェイバー公示を経てボストン・レッドソックスへ移籍した。9月7日にDFAとなり、10日にマイナー契約で傘下のAAA級ウースター・レッドソックスへ配属された。レギュラーシーズン終了後の10月5日にFAとなった。

### レッズ時代
2022年4月14日にメキシカンリーグのユカタン・ライオンズと契約を結んだ。だが試合に出場しないままほどなく退団し、4月22日にシンシナティ・レッズとマイナー契約を結んだ。傘下のAAA級ルイビル・バッツに配属された後の5月20日、COVID-19ワクチン未接種者の入国が許可されていないカナダのトロントで行われるブルージェイズとのアウェイゲームにおいて、制限リスト入りした選手の代替としてアクティブ・ロースター入りした。5月23日にマイナー契約でAAA級ルイビルへ戻された。7月18日に自由契約となった。

### ブレーブス傘下時代
2022年7月29日にアトランタ・ブレーブスとマイナー契約を結び、そのまま傘下のグウィネット・ストライパーズに配属された。オフの11月10日にFAとなった。

### カージナルス時代
2022年11月18日にセントルイス・カージナルスとマイナー契約を結んだ。
2023年3月25日にメジャー契約を結び、アクティブ・ロースター入りした。開幕から7試合に出場したが、打率.222（18打数4安打）、0本塁打、1打点という成績に終わり、4月23日にDFAとなり、4月25日にFAとなった。翌日の4月26日に再びメジャー契約を結んだが、1試合に出場して2打数0安打に終わり、5月6日にDFAとなり、5月8日にマイナー契約を結んでAAA級メンフィス・レッドバーズに送られた。7月23日に再びアクティブロースター入りして先発でも起用されたが、9月5日に再びDFAとなり、9月7日にマイナー契約でAAA級メンフィスに送られた。オフの10月2日にFAとなった。

### 独立リーグ時代
2024年4月21日にアトランティックリーグのスタテンアイランド・フェリーホークスと契約を結んだ。

## 詳細情報

### 年度別打撃成績
| 年 度    | 球 団    | 試 合 | 打 席 | 打 数 | 得 点 | 安 打 | 二 塁 打 | 三 塁 打 | 本 塁 打 | 塁 打 | 打 点 | 盗 塁 | 盗 塁 死 | 犠 打 | 犠 飛 | 四 球 | 敬 遠 | 死 球 | 三 振 | 併 殺 打 | 打 率 | 出 塁 率 | 長 打 率 | O P S |
| -------- | -------- | ----- | ----- | ----- | ----- | ----- | -------- | -------- | -------- | ----- | ----- | ----- | -------- | ----- | ----- | ----- | ----- | ----- | ----- | -------- | ----- | -------- | -------- | ----- |
| 2016     | TB       | 34    | 93    | 80    | 11    | 15    | 3        | 0        | 2        | 24    | 9     | 0     | 1        | 0     | 1     | 11    | 0     | 1     | 19    | 1        | .188  | .290     | .300     | .590  |
| 2017     | SEA      | 92    | 280   | 258   | 29    | 51    | 12       | 0        | 7        | 84    | 26    | 12    | 1        | 0     | 1     | 21    | 0     | 0     | 62    | 9        | .198  | .257     | .326     | .583  |
| 2018     | SEA      | 8     | 17    | 15    | 2     | 4     | 0        | 0        | 1        | 7     | 1     | 0     | 0        | 0     | 0     | 2     | 0     | 0     | 3     | 0        | .267  | .353     | .467     | .820  |
| 2018     | MIN      | 9     | 21    | 19    | 0     | 1     | 0        | 0        | 0        | 1     | 1     | 1     | 0        | 0     | 0     | 2     | 0     | 0     | 5     | 0        | .053  | .143     | .053     | .195  |
| '18計    | MIN      | 17    | 38    | 34    | 2     | 5     | 0        | 0        | 1        | 8     | 2     | 1     | 0        | 0     | 0     | 4     | 0     | 0     | 8     | 0        | .147  | .237     | .235     | .472  |
| 2020     | キウム   | 10    | 37    | 35    | 4     | 4     | 0        | 0        | 1        | 7     | 3     | 0     | 0        | 0     | 1     | 1     | 0     | 0     | 10    | 0        | .114  | .135     | .200     | .335  |
| 2021     | COL      | 13    | 22    | 20    | 2     | 3     | 0        | 0        | 0        | 3     | 0     | 0     | 0        | 0     | 0     | 2     | 0     | 0     | 6     | 1        | .150  | .227     | .150     | .377  |
| 2021     | BOS      | 3     | 7     | 6     | 3     | 2     | 1        | 1        | 0        | 5     | 1     | 0     | 0        | 0     | 0     | 1     | 0     | 0     | 2     | 0        | .333  | .429     | .833     | 1.262 |
| '21計    | BOS      | 16    | 29    | 26    | 5     | 5     | 1        | 1        | 0        | 8     | 1     | 0     | 0        | 0     | 0     | 3     | 0     | 0     | 8     | 1        | .192  | .276     | .308     | .584  |
| 2022     | CIN      | 2     | 6     | 6     | 0     | 1     | 0        | 0        | 0        | 1     | 0     | 0     | 0        | 0     | 0     | 0     | 0     | 0     | 3     | 0        | .167  | .167     | .167     | .334  |
| MLB：5年 | MLB：5年 | 159   | 446   | 404   | 47    | 77    | 16       | 1        | 10       | 125   | 38    | 13    | 2        | 0     | 2     | 39    | 0     | 1     | 100   | 11       | .191  | .262     | .309     | .571  |
| KBO：1年 | KBO：1年 | 10    | 37    | 35    | 4     | 4     | 0        | 0        | 1        | 7     | 3     | 0     | 0        | 0     | 1     | 1     | 0     | 0     | 10    | 0        | .114  | .135     | .200     | .335  |

- 2022年度シーズン終了時

### 背番号
- 38（2016年）
- 21（2017年 - 2018年5月26日）
- 45（2018年6月16日 - 同年終了）
- 00（2020年）
- 18（2021年 - 同年8月29日）
- 30（2021年9月4日 - 同年終了）
- 94（2022年）
- 55（2023年）